# Heterosignum unicornis
Heterosignum unicornis là một loài chân đều trong họ Paramunnidae. Loài này được Kensley miêu tả khoa học năm 1976.